# ريكاردو وولف
ريكاردو وولف (بالألمانية: Ricardo Wolf)‏ (1887 - 2 فبراير 1981) هو مخترع ودبلوماسي ألماني كوبي إسرائيلي. عمل سفيراً لدولة كوبا في إسرائيل، وهو مؤسس مؤسسة وولف للأعمال الخيرية والجوائز التقديرية.

## حياته
ولد وولف في مدينة هانوفر الألمانية سنة 1887، وولد في عائلة يهودية كبيرة تضم 14 أخاً. قبل الحرب العالمية الأولى هاجر من ألمانيا إلى كوبا لتصبح بلده الثاني. وتزوج من لاعبة التنس المحترفة فرانشيسكا سوبيرانا